# Підзамче (Кам'янка-Бузька)
Підзамче (Підзамче Камінецьке) — колишнє село, яке на сьогодні розчинилося у складі міста Кам'янка-Бузька.
Згідно з переписом населення від 1900 року в селі на той час мешкало 407 осіб, з них 81 греко-католицького віросповідання, 285 — римо-католицького і 41 — юдейського. Цей же перепис подає, що 17 мешканців села вказали, що їх рідна мова українська (ruthenisch), а 390 — що польська.
За часів Польської Республіки до 20 жовтня 1933 року село було самоврядною громадою у Камінецькому повіті Тернопільського воєводства. У зв'язку з адміністративною реформою 20 жовтня 1933 рок року село було приєднане до міста Камінка Струмилова (нині — Кам'янка-Бузька).